# Selezioni giovanili della nazionale maschile di pallavolo dell'Armenia
Le selezioni giovanili della nazionale maschile di pallavolo dell'Armenia sono gestite dalla federazione pallavolistica dell'Armenia (VFA) e partecipano ai tornei pallavolistici internazionali per squadre nazionali maschili limitatamente a specifiche classi d'età.

## Under 22
La selezione nazionale under 22 rappresenta l'Armenia nelle competizioni internazionali dove il limite di età è di 22 anni.
Non ha mai preso parte ad alcun torneo ufficiale.

## Under 21
La selezione nazionale under 21 rappresenta l'Armenia nelle competizioni internazionali dove il limite di età è di 21 anni.
Non ha mai preso parte ad alcun torneo ufficiale.

## Under 20
La selezione nazionale under 20 rappresenta l'Armenia nelle competizioni internazionali dove il limite di età è di 20 anni.
Non ha mai preso parte ad alcun torneo ufficiale.

## Under 19
La selezione nazionale under 19 rappresenta l'Armenia nelle competizioni internazionali dove il limite di età è di 19 anni.
Non ha mai preso parte ad alcun torneo ufficiale.

## Under 18
La selezione nazionale under 18 rappresenta l'Armenia nelle competizioni internazionali dove il limite di età è di 18 anni.
Non ha mai preso parte ad alcun torneo ufficiale.

## Under 17
La selezione nazionale under 17 rappresenta l'Armenia nelle competizioni internazionali dove il limite di età è di 17 anni.
Non ha mai preso parte ad alcun torneo ufficiale.

## Under 16
La selezione nazionale under 16 rappresenta l'Armenia nelle competizioni internazionali dove il limite di età è di 16 anni.
| Campionato europeo | Campionato europeo |
| Edizione           | Piazzamento        |
| ------------------ | ------------------ |
| 2025               | 16º posto          |